# Fotografias coloridas à mão

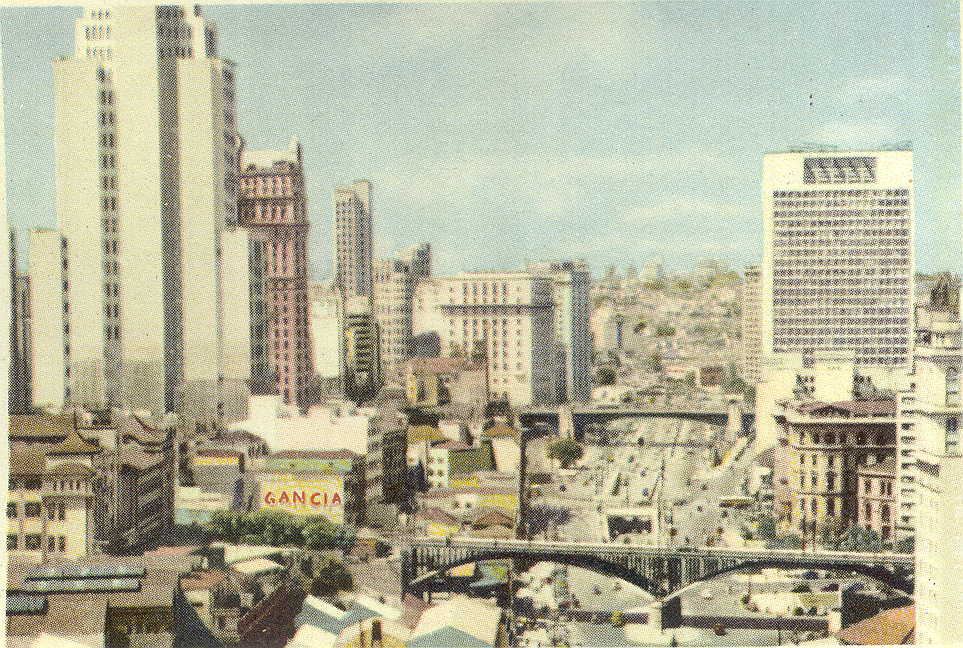
Fotografia colorida de Werner Haberkorn, que representa o Vale do Anhangabaú.

Fotografia colorida à mão refere-se a qualquer método de adicionar ''cores''manualmente, a uma fotografia em preto e branco, geralmente para aumentar o realismo da fotografia ou para os artísticos. A coloração à mão também é conhecida como pintura à mão ou sobrepintura. Desde o princípio das descobertas relacionadas, à fotografia, inúmeras tentativas foram sendo feitas para adicionar cor às imagens.  Como a produção de imagens a cores naturais era impossível, diversas técnicas foram desenvolvidas para adicionar a cor, ou mesmo aumentar a ilusão de vida das imagens. Dentre elas, o uso de bases (como papel, por exemplo) coloridas.

Normalmente, aquarelas,  óleos e lápis ou pastéis e outras tintas ou corantes são aplicados à superfície da imagem usando dedos, cotonetes ou aerógrafos. As fotografias coloridas à mão foram mais populares em meados do século XIX antes da invenção da fotografia colorida e havia algumas empresas especializadas na produção de fotografias coloridas à mão.

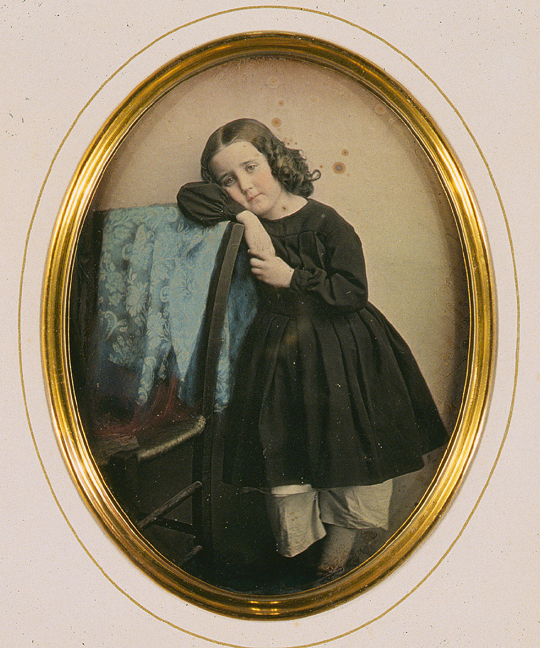
Daguerreótipo colorido à mão

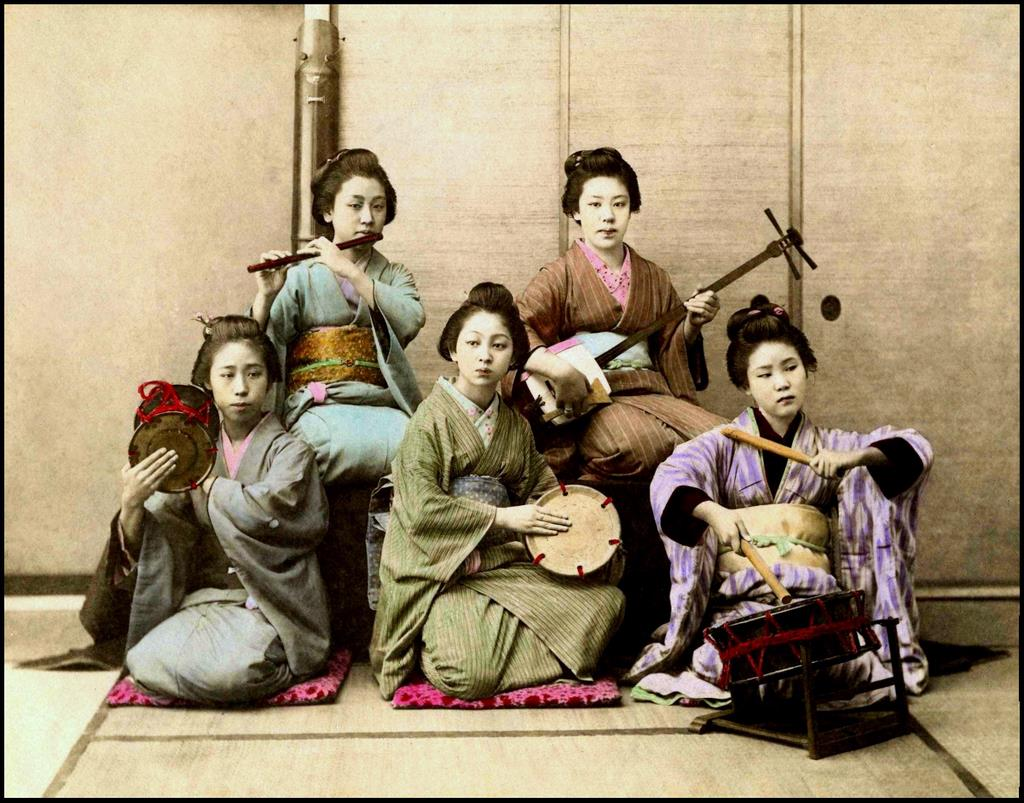
Fotografia colorida à mão atribuída a Adolfo Farsari

Várias patentes de métodos de colorir daguerreótipos foram registradas. Daguerreótipos recebiam uma camada de verniz ou goma arábica sobre a qual a tinta (aquarela ou óleo) era aplicada. Também era possível a aplicação de pigmentos que, ao serem aquecidos ou eletrizados, se fundiam. O resultado podia ser transparente, ou opaco (cobrindo a imagem, como se fosse, de fato, uma pintura).
O resultado dependia da competência do profissional (colorista). Se fotografias já eram algo caríssimo, fotografias coloridas eram um símbolo de status. Muitas vezes, aplicava-se a cor apenas a detalhes.
Quando surgiram as fotografias impressas em papel, colori-las ficou mais fácil, acessível até mesmo a amadores. Podiam ser coloridas com aquarela, pastel e vários outros materiais. Também passaram a ser produzidos slides para projeção, colorindo transparentes fotografias impressas em placas de vidro.

## História
A fotografia monocromática (preto e branco) foi realizada pela primeira vez pelo daguerreótipo em 1839 e posteriormente aprimorada por outros métodos, incluindo: calótipo, ambrótipo, tintype, impressão albuminada e  gelatin silver print. A maioria das fotografias permaneceu monocromática até meados do século XX, embora experimentos produzissem fotografias coloridas desde 1855 e alguns processos fotográficos produzissem imagens com uma cor geral inerente, como o azul do cianótipo. Na tentativa de criar imagens mais realistas, fotógrafos e artistas pintariam fotografias monocromáticas à mão. Os primeiros daguerreótipos coloridos à mão são atribuídos ao pintor e gravador da Suíça Johann Baptist Isenring, que usou uma mistura de goma arábica e pigmento para colorir daguerreótipos logo após sua invenção em 1839. O pó colorido foi fixado na delicada superfície do daguerreótipo pela aplicação de calor. Variações dessa técnica foram patenteadas em Inglaterra por  Richard Beard em 1842 e em França por Étienne Lecchi em 1842 e Léotard de Leuze em 1845. Mais tarde, a coloração foi usada com sucessivas inovações fotográficas, desde impressões em albumina e prata em gelatina até lanternas. 
Esforços paralelos para produzir imagens fotográficas coloridas afetaram a popularidade da coloração das mãos. Em 1842 Daniel Davis Jr. patenteou um método para colorir daguerreótipos através de galvanoplastia,  e seu trabalho foi refinado por  Warren Thompson no ano seguinte. Os resultados do trabalho de Davis e Thompson foram apenas parcialmente bem-sucedidos na criação de fotografias coloridas e o método de galvanoplastia foi logo abandonado. Em 1850  Levi L. Hill anunciou sua invenção de um processo de daguerreotipagem em cores naturais em seu “Tratado sobre Daguerreótipo”.

### Fotografias coloridas à mão japonesas

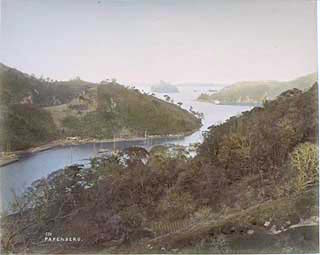

A técnica de colorir fotografias à mão tornou-se extremamente popular no Japão. Era considerada uma arte refinada e muito respeitada desde o início da década de 1860. O fotógrafo anglo-italiano Felice Beato, aproveitando em seus estúdios o talento já bem desenvolvido dos aquarelistas e gravadores japoneses, produziu um livro de retratos de japoneses coloridos à mão, Nature Types. O pintor Yokoyama Matsusaburo criou uma técnica chamada shashin abura-e, que consistia em remover o suporte de papel da emulsão fotográfica, colorindo-a a óleo, produzindo uma verdadeira pintura com base fotográfica.

### Século XX
A chamada "era de ouro da fotografia colorida à mão" no hemisfério ocidental ocorreu entre 1900 e 1940. O aumento da demanda por pinturas coloridas à mão no início do século XX é atribuído ao trabalho de Wallace Nutting. Nutting, um ministro da Nova Inglaterra, trabalhou a fotografia de paisagem colorida à mão como hobby até 1904, quando abriu um estúdio profissional. Ele passou os 35 anos seguintes criando fotografias coloridas à mão e se tornou o fotógrafo colorido à mão mais vendido de todos os tempos.
Entre 1915 e 1925, as fotografias coloridas à mão eram populares entre a classe média nos Estados Unidos, Canadá, Bermudas e Bahamas como presentes de casamento acessíveis e elegantes, presentes para chá de panela, presentes de feriado, presentes de amizade e lembranças de férias. Com o início da Grande Depressão em 1929 e a subsequente diminuição nos números da classe média, as vendas de fotografias coloridas à mão diminuíram acentuadamente.
Apesar da queda na popularidade, fotógrafos qualificados continuaram a criar fotografias coloridas à mão. Hans Bellmer fotografias coloridas à mão de suas próprias esculturas de bonecas da década de 1930 fornecem um exemplo de coloração manual contínua de fotografias na Europa durante esse período.

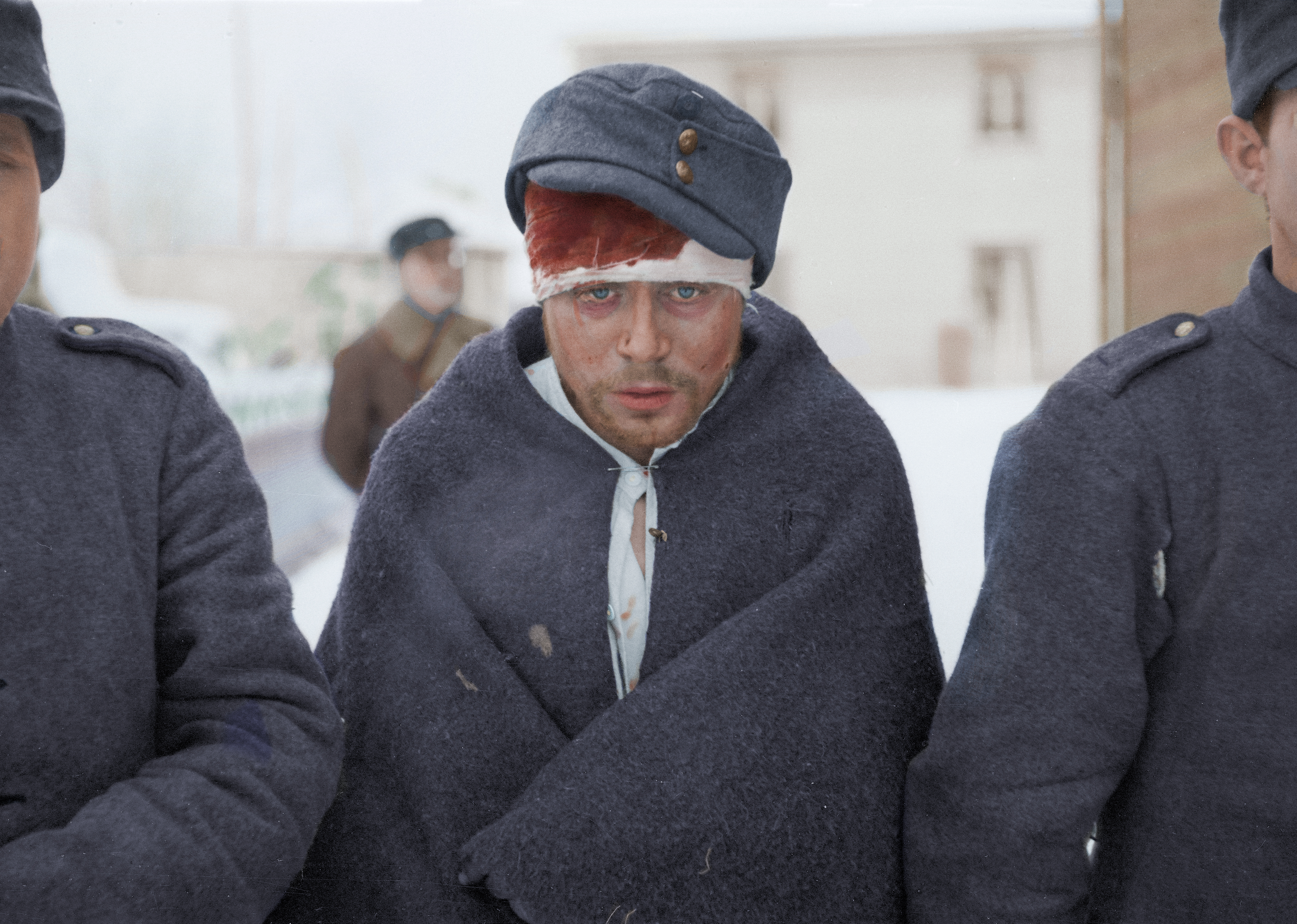
Digitally-colourised picture of Finnish POWs, 6th January 1940. The picture has been restored and edited in Adobe Photoshop.

Outro fotógrafo de colorir à mão, Luis Márquez (1899–1978), foi o fotógrafo oficial e consultor de arte do Pavilhão Mexicano na Feira Mundial de 1939-40. Em 1937, ele apresentou ao governador do Texas James V. Allred uma coleção de fotografias coloridas à mão. A [Universidade Nacional Autônoma do México] na Cidade do México possui um extenso arquivo fotográfico de Luis Márquez, assim como a Universidade de Houston no Texas.
Na década de 1950, a disponibilidade de filmes coloridos praticamente acabou com a produção de fotografias coloridas à mão. O aumento da popularidade de antiguidades e colecionáveis na década de 1960, no entanto, aumentou o interesse em fotografias coloridas à mão. Desde cerca de 1970, houve um renascimento da coloração das mãos, como visto no trabalho de fotógrafos-artistas como Elizabeth Lennard, [Jan Saudek], Kathy Vargas e Rita Dibert.  Robert Rauschenberg e o uso de outros meios combinados de fotografia e pintura em sua arte representam um precursor desse avivamento.
Apesar da disponibilidade de alta qualidade dos processos em cores, as fotografias coloridas à mão (geralmente combinadas com tons de sépia) ainda são populares por razões estéticas e porque os pigmentos utilizados têm grande permanência. Em muitos países onde o filme colorido era raro ou caro, ou onde o processamento de cores não estava disponível, a coloração manual continuava sendo usada e às vezes preferida na década de 1980. Mais recentemente, o processamento de imagem digital foi usado - especialmente na publicidade - para recriar a aparência e os efeitos da coloração das mãos. Agora, a coloração está disponível para o fotógrafo amador, usando um software de manipulação de imagens como o Adobe Photoshop.

## Cristalótipo
Artigo principal: Cristalótipo
Cristalótipos eram fotografias impressas em vidro, coloridas com tinta a óleo, nas quais a cor era aplicada no lado oposto ao impresso da placa, gerando um efeito de profundidade.

## Popularização

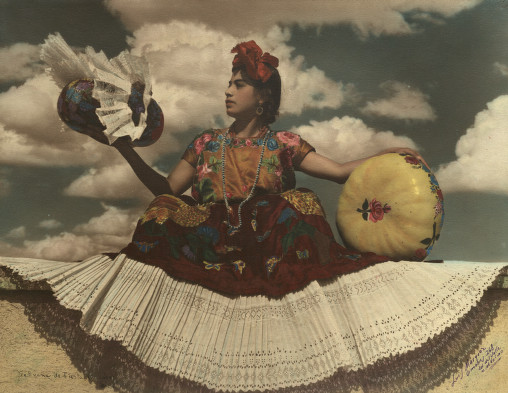
Fotografia de Luis Márquez

Fotografias coloridas à mão tornaram-se bastante populares entre 1900 e 1940, popularidade atribuída ao trabalho de Wallace Nutting. Durante a Grande Depressão, houve um declínio na demanda. A popularização do filme a cores reduziu ainda mais a demanda, no entanto, ela jamais desapareceu completamente. Profissionais talentosos são capazes de produzir belas imagens, que não podem ser conseguidas com o filme colorido. Entre eles está o fotógrafo mexicano Luis Márquez.
Nos dias de hoje, são comuns imagens digitais editadas de forma a imitar efeitos de fotografias coloridas à mão.

## Técnicas relacionadas
- Fotocromo
- Tonalização
- Fotopintura
- Crystoleum